# Положение дел
«Положение дел» (англ. State of Affairs) — американский телевизионный сериал, созданный Джо Карнаханом с Кэтрин Хайгл и Элфри Вудард в главных ролях, который вышел на NBC в сезоне 2014—2015 годов. В центре сюжета находится первая женщина-президент Соединённых Штатов Роберта Пэйтон (Вудард), которая ежедневно сталкивается с десятками проблем, которые ей помогает улаживать аналитик ЦРУ Чарльстон Такер (Хайгл).
Премьера сериала состоялась 17 ноября 2014 года. Шоу стартовало с негативными отзывами от критиков за сценарий и неправдоподобность Хайгл, однако игра Элфри Вудард получила широкое признание с их стороны. 8 мая 2015 года канал закрыл сериал после одного сезона.

## Производство
В августе 2013 года было объявлено, что Кэтрин Хайгл разрабатывает и ищет канал под свой драматический сериал, чтобы вернуться на телевидение, после громкого ухода из шоу Шонды Раймс «Анатомия страсти» в начале 2010 года. Сценарий пилотного эпизода в следующем месяце купил NBC. 11 сентября 2013 года в The Hollywood Reporter вышла статья с анализом быстро закатившейся кинокарьеры Хайгл и её тяжелому характеру, из-за которого в индустрии она заслужила негативный имидж проблемной звезды, в основном, после конфликта с Раймс и ряду политически направленных высказываний ранее. Примечательно, что сериал описывается как смесь драмы Шонды Раймс «Скандал» с «Западным крылом» Аарона Соркина..
19 января 2014 года канал дал зелёный свет на производство пилотного эпизода. В начале марта Шейла Ванд, Адам Кауфман, Клифф Чемберлен, Лесли Одом и Томми Сэваш получили регулярные роли второго плана в качестве сотрудников, работающих с персонажем Хайгл. 21 марта было объявлено, что многократный лауреат премии «Эмми», Элфри Вудард, была приглашена на ключевую роль первой женщины-президента Соединённых Штатов Роберты Пэйтон, на которую и работает персонаж Хайгл.
6 мая 2014 года, NBC заказал съемки первого сезона сериала для трансляции в телесезоне 2014-15 годов.

## Актёры и персонажи
- Кэтрин Хайгл в роли Агента ЦРУ Чарльстон Уитни Такер
- Элфри Вудард в роли Президента Констанс Пэйтон
- Адам Кауфман в роли Лукаса Ньюсома
- Клифф Чемберлен в роли Курта Таннена
- Шейла Ванд в роли Морин Джеймс
- Томми Сэваш в роли Дэшиела Грира
- Дэвид Харбор в роли начальника штаба Дэвида Патрика[18]